# 코소보 전투 (1448년)
제2차 코소보 전투(헝가리어: második rigómezei csata, 튀르키예어: İkinci Kosova muharebesi)는 1448년 10월 17일에서 10월 20일 코소보 분지(Kosovo Polje)에서 후녀디 야노시(John Hunyadi)를 총사령관으로 하는 헝가리 주도 하의 가톨릭연합군과 무라드 2세(Murad II)가 지휘하는 오스만 제국군 사이에서 벌어진 전투이다.

## 배경
1448년 후녀디 야노시는 오스만에 대항하는 군대를 일으킬 기회를 포착한다. 1444년 바르나에서의 패배 이후에 후녀디는 오스만을 공격할 다른 군대를 일으켰다. 그의 전략은 발칸 반도의 주민들을 선동하여 반란을 일으키고, 기습을 통해 단 한 번의 전투로 오스만군의 주력을 격파하는 데 기초하고 있었다. 후녀디는 조심성이 없었으며, 후방에 아무런 예비대도 두지 않고 부대를 이끌었다.
알바니아의 지도자 스칸데르베그(Skanderbeg)와 그의 군대는 후녀디가 지휘하는 헝가리 군에 합류하려고 움직였지만, 그러나 이들은 오스만의 봉신(封臣; vassal)인 세르비아의 주라지 브란코비치(Đurađ Branković)에게 공격을 받고, 진군로가 차단당해 전장에 도달하는 것이 어렵게 되었다.

## 전투
야노슈 후냐디가 리고메죄(Rigómező; 코소보 평원)의 평원에 도착했을 때, 그는 술탄이 브란코비치를 통해 자신들에 대한 정보를 완벽히 파악하였고, 오스만군이 이미 전장에 있는 언덕을 장악했다는 것을 알게 되었다. 기사들이 격전을 벌여 언덕을 탈환하고, 방어기지를 설치한 후에, 전투용 마차를 만들기 시작했다.
다음날, 후냐디가 오스만 군의 측면을 경기병과 중기병이 혼성으로 편재된 기병대로 공격하면서 전투가 시작되었다. 루멜리아(Rumelia)와 아나톨리아 출신으로 구성된 오스만군의 측면은 경기병대가 지원하러 올 때까지 많은 피해를 입었다. 측면을 공격하던 기독교군은 오스만 투르크의 경기병대에게 패하고, 생존자들은 후냐디의 본영으로 물러났다. 후냐디는 그의 측면부대가 패하는 것을 보고, 기사들과 경보병대로 이루어진 본대를 이끌고 공격을 가했다. 예니체리(janissary) 군단은 이 공격에 성공적으로 대처하지 못했고, 기병대는 오스만군의 중앙을 돌파하였으나, 오스만군의 본진에서 멈추고 말았다. 후녀디가 지휘하는 본대의 공격이 멈추자, 오스만군은 재편성하여, 성공적으로 반격을 개시해 헝가리 기사들을 몰아내었다. 기사들의 지원을 받지 못한 경장부대들은 쉽게 격파 당했다. 헝가리군은 그들의 본영으로 퇴각하였다. 퇴각하는 도중, 예니체리는 많은 수의 헝가리 귀족들을 살해하였으나, 후냐디를 놓쳐버렸다. 그러나 세르비아인들이 후냐디를 포로로 잡는 데 성공하였다. 밤 동안 오스만 투르크 포병대는 헝가리군에 곡사포를 쏘아대었고, 헝가리군도 대포를 이용해 응사했다. 다음날, 오스만군이 최종 돌격을 감행하여 남은 헝가리군을 전멸시켰다.
코소보에서 이틀에 걸쳐 벌어진 전투는 양군에게 많은 사상자를 남겼으나, 결국 두 번째 날 오스만군만이 대오를 유지한 상태로 전장에 남게 되었다. 참전 병력을 보면, 헝가리군 24,000명이고, 오스만 군이 40,000 혹은 60,000명 정도로 평가된다. 사상자수를 보면 오스만 군이 5,000명 정도의 피해를 입었고, 헝가리군은 15,000명의 피해를 입은 것으로 보인다.

## 영향
이 전투는 예니체리 군단이 술탄 스스로가 전열에서 지휘를 할 경우, 적에 의해 전열이 붕괴하더라도, 궤주하지 않는다는 것을 보여주었다. 다른 점에서 이 전투가 시사하는 것은, 한번 대패를 하더라도 그것은 오스만군에게 일시적인 소란에 불과하다는 것이다. 오스만군을 완벽하게 격파하기 위해서는 여러 번, 계속적으로 승리를 거둘 필요가 있었다.
발칸의 기독교 국가들은 이 전투의 패배 이후에 오스만 제국에게 저항할 수 없었고, 결과적으로 오스만 제국의 영향력 아래로 떨어지게 되었다. 그러나 후녀디는 석방된 후, 오스만의 공격에 대하여 성공적으로 헝가리 왕국을 지킬 수 있었다. 스칸데르베그 역시 그가 1468년 사망할 때까지 12년간 그의 조국 알바니아를 오스만군의 공격으로부터 훌륭하게 지켜낼 수 있었으나, 그가 죽은 후에 알바니아는 오스만에게 함락당하고 만다.

## 참고 문헌
- Stephen R. Turnbull, The Ottoman Empire 1326-1699, Osprey Publishing, 2003.
- Jean W. Sedlar, East Central Europe in the Middle Ages, 1000-1500, University of Washington Press, 1994.
- Matthew Bennett, The Hutchinson Dictionary of Ancient & Medieval Warfare, Taylor & Francis, 1998.